# Hemigobius
Hemigobius  é um género de peixe da família Gobiidae e da ordem Perciformes.

## Espécies
- Hemigobius hoevenii (Bleeker, 1851)[3]
- Hemigobius mingi (Herre, 1936)[4][5][6][7][8][9][10][11]